# Ланенка (Дубровенский район)
Ланенка (бел. Ла́ненка) — деревня в Дубровенском районе Витебской области Республики Беларусь. Входит в состав Добрынского сельсовета.

## География
Деревня расположена в 19 км на юг от Дубровно и в 110 км на юг от Витебска.
Ближайшие населённые пункты Антипенки, Добрынь, Халалеевка и др.

### Гидрография
В деревне берёт начало река Проня.

## История

### Великое Княжество Литовское
В составе Оршанского уезда Витебского воеводства Великого Княжества Литовского известно с XVII века. Первое упоминание 1607 год — собственность Яна сына Яна Глебовича в пределах Дубровенского графства. В XVIII веке во владении Сапег, имение Дубровно.

### В составе Российской империи
В результате первого раздела Речи Посполитой 28 мая 1772 года в составе Российской империи, в Оршанском уезде Могилёвской губернии. 9 октября 1772 года образована Оршанская провинция. С 22 марта 1777 года по 10 января 1778 года в составе Оршанского уезда Могилёвской губернии (Могилёвское наместничество, 10 января 1778 года — 12 декабря 1796 года).
С 12 декабря 1796 года по 27 февраля 1802 года в Оршанском уезде Белорусской губернии. С 27 февраля 1802 года в Оршанском уезде Могилёвской губернии.
26 декабря 1861 года местечко Горки перевели в статус уездного города и образовали из частей Оршанского, Могилёвского и упраздненного Копысского уездов Горецкий уезд. В 1886 году в составе Сватошицкой волости Горецкого уезда Могилёвской губернии, 35 дворов, 214 жителей, 2 православных церкви.
В 1910 году крестьяне владели 501 десятиной земли.

## Население

### Численность
- 2009 год — 45 человек

### Динамика
- 1857 год — 173 человек[6]
- 1886 год — 35 дворов, 214 человек[5]
- 1910 год — 60 домов, 176 муж., 174 жен.[5][7]
- 1999 год — 71 человек (перепись населения)
- 2009 год — 45 человек (перепись населения)[5]

## Достопримечательность
- Церковь Покрова Пресвятой Богородицы (начало XX века)[8]. Памятник архитектуры ретроспективно-русского стиля[7][9][10].

### Утраченное наследие
- Церковь Покрова Св. Богородицы. В XVIII веке парафия Белорусской греко-католической церкви[3].